# Municipio de Southall
El municipio de Southall (en inglés: Southall Township) es un municipio ubicado en el condado de Dallas en el estado estadounidense de Arkansas. En el año 2010 tenía una población de 303 habitantes y una densidad poblacional de 5,76 personas por km².

## Geografía
El municipio de Southall se encuentra ubicado en las coordenadas 33°55′14″N 92°26′24″O / 33.92056, -92.44000. Según la Oficina del Censo de los Estados Unidos, el municipio tiene una superficie total de 52.61 km², de la cual 52,61 km² corresponden a tierra firme y (0 %) 0 km² es agua.

## Demografía
Según el censo de 2010, había 303 personas residiendo en el municipio de Southall. La densidad de población era de 5,76 hab./km². De los 303 habitantes, el municipio de Southall estaba compuesto por el 93,07 % blancos, el 6,6 % eran afroamericanos y el 0,33 % eran de una mezcla de razas. Del total de la población el 0 % eran hispanos o latinos de cualquier raza.